# Santomera

Vị trí của Santomera ở Murcia.

Santomera là một đô thị ở cộng đồng tự trị Murcia. Đô thị này có dân số 13.919 (2006) và diện tích 44,2 km².

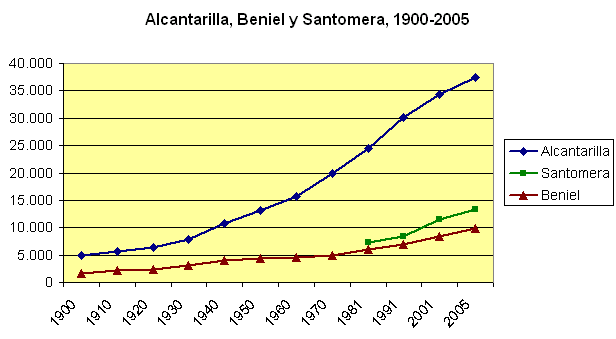
Biến động dân số Santomera (màu xanh lá cây).